# Tingby
Tingby är en by i Dörby socken, Kalmar kommun.
Tingby omtalas i skriftliga handlingar första gången 1349 då Ulf Filipsson (Ulv) bytte bort Tingby och jord i Algutsrums och Uppvidinge häradet till STen Turesson (Bielke) mot jord i Södermanland och Östergötland. I Sten Stures jordebok från omkring 1495 upptas två gårdar i Tingby som räntar 2 gutniska mark årligen. Under 1500-talet består byn av 2 mantal skatte, 1 mantal ,sämjejord, 2 mantal arv och eget, 2 mantal frälsejord 1 prebendehemman tillhörigt Sankt Jörans kapell, vars jord på 1550-talet lades under Perstorps ladugård i Kalmar socken. En stor del av jorden i Tingby samlades under 1800-talet i ett gods.
I Tingby påträffades 1987 en stenåldersboplats i samband med att en avloppsledning grävdes mellan Trekanten och Smedby, varvid bland annat spåret efter ett hus, daterat till 6 000–6 500 f.Kr. påträffades. Huset är ett av de äldsta husfynden i Sverige. En rekonstruktion av huset har under 1990-talet byggts upp på platsen för fyndet.